# Intellias
Intellias — українська IT-компанія, створена 2002 року у Львові Віталієм Седлером та Михайлом Пузраковим.

## Історія
2006 року компанія приєдналась до української Hi-Tech ініціативи, 2013 — до IT Ukraine Association, 2016 до Львівського IT Кластеру у 2020 — до Івано-Франківського IT-кластеру. Компанія розробляє ПЗ для автомобільної індустрії, навігаційних систем.
2015 року відкрила офіс у Києві, в 2016 — в Одесі, 2018 — у Харкові, 2019 — у Кракові та Івано-Франківську.
2020 року компанія входила до десятки найбільших IT-компаній України, маючи 1500 працівників.
2021 року було відкрито школу IntelliStart для студентів останніх курсів та випускників університетів із технічною спеціальністю, які хочуть працювати в IT.
2022 року компанія відкрила офіси у Вроцлаві, Варшаві та Гданську, офіс у Загребі (Хорватія) та представництво у Софії (Болгарія)). Того ж року відкрито офіси в Лісабоні та Порту, та два офіси в Іспанії — в Мадриді та Малазі.
2022 року компанія входила до десятки найбільших ІТ компаній України, там працювало 2000 працівників.
У вересні 2022 року Intellias придбав Digitally Inspired з Британії, що займалася роздрібною торгівлею та електронною комерцією.

## Соціальна відповідальність
Компанія розвиває технічну освіту у Львівській політехніці та програми APPS.UCU на факультеті прикладних наук Українського католицького університету.
Компанія створила благодійну платформу фандрейзингу Smart Charity для підтримки дитячих реабілітаційних центрів та сиротинців для дітей з інвалідністю у Львові, Києві, Одесі, Харкові та Івано-Франківську.

## Нагороди і відзнаки
- 2010, 2022, 2014 — найкращий IT роботодавець Львова за версією DOU[26][27][28]
- 2017 — найкращий роботодавець серед великих компаній (понад 800 співробітників) за версією DOU[29]
- 2018 — одні зі 100 найкращих учасників IT індустрії у світі[30] за версією IAOP[31]
- 2020 — в ТОП-15 компаній, що працюють у сфері штучного інтеллекту за версією Clutch[32].
- 2021 — одні з найкращих IT-роботодавців України за версією DOU.[33]
- 2021, 2022 — одні з найкращих роботодавців України за версією Forbes.[34][35][36]